# Leonídas Sabánis
Leonídas Sabánis (grec moderne : Λεωνίδας Σαμπάνης ; né le 28 octobre 1971 à Korçë en Albanie) est un haltérophile grec.

## Carrière
Leonídas Sabánis participe aux Jeux olympiques d'été de 1996 à Atlanta et aux Jeux olympiques de 2000 à Sydney et remporte la médaille d'argent lors de ces deux compétitions. Il remporte la médaille de bronze à l'olympiade suivante, mais doit rendre sa médaille, ayant été contrôlé positif à un test antidopage.